# Premi Amics de la Gent Gran
El Premi Amics de la Gent Gran és un guardó atorgat per la fundació Amics de la Gent Gran des del 2010. S'acompanya d'una escultura de Jordi Serra.

## Receptors
| Any  | Receptor             | Ref.   |
| ---- | -------------------- | ------ |
| 2010 | Moisès Broggi        | [ 2 ]  |
| 2011 | Josep Maria Espinàs  | [ 3 ]  |
| 2012 | Neus Català          | [ 4 ]  |
| 2013 | Arcadi Oliveres      | [ 5 ]  |
| 2014 | Roser Capdevila      | [ 6 ]  |
| 2015 | Montserrat Carulla   | [ 7 ]  |
| 2016 | Pare Manel           | [ 8 ]  |
| 2017 | Ignasi Torrent       | [ 9 ]  |
| 2018 | Mercè Guardiola      | [ 10 ] |
| 2019 | Juan Carlos Martel   | [ 11 ] |
| 2020 | Milagros Pérez Oliva | [ 12 ] |
| 2021 | Anna Freixas         | [ 1 ]  |
| 2022 | Carlos San Juan      | [ 13 ] |